# Атрощенко, Василий Иванович
Васи́лий Ива́нович Атро́щенко (1906—1991) — советский украинский химик-технолог, профессор (1945), доктор технических наук (1945), академик АН УССР (17 марта 1972), видный общественный деятель.

## Биография
Родился 3 июля (21 июня по старому стилю) 1906 года в Юзовке (ныне г. Донецк).
Родители Василия переехали в Донбасс из села Плотки на Смоленщине. В 1920 году от тифа умерла его мать. 14-летнему подростку, который работал учеником в механических мастерских, пришлось помогать отцу в воспитании младших брата и сестры. Трудности вынудили семью переехать на Смоленщину к родным, где Василий учился столярному делу. Через три года он с отцом вернулся в Донбасс и с 1923 года Василий стал работать столяром на строительстве азотного завода в Юзовке.
В 1924 Василий стал членом комсомольской организации, был редактором заводской газеты. В 1926 году его, как одного из лидеров комсомольской организации приняли в члены КПСС. С этого же года Василий учился на вечерних двугодичных профессионально-технических курсах мастеров азотной и коксохимической промышленности. После окончания курсов его с должности столяра перевели на место лаборанта в центральную лабораторию азотно-химического завода, одновременно избрав членом заводского профсоюзного комитета.
В 1928 году по рекомендации заводского комитета Атрощенко направили на обучение в Одесский высший техникум общей прикладной химии. В 1929 году техникум реорганизовали и на его основе создали Одесский химико-технологический институт (ныне Одесский национальный политехнический университет), где Василий продолжил обучение. В 1931 году Атрощенко окончил институт и его оставили для работы на кафедре минеральной технологии как аспиранта, а затем — ассистента. В 1932 году Атрощенко стал деканом технологического факультета Одесского химико-технологического института.
В 1935 году по рекомендации профессора И. Е. Ададурова, Василия Ивановича перевели для работы в Харковский химико-технологический институт. До 1937 года он работал ассистентом кафедры технологии неорганических веществ. В 1937 году успешно защитил кандидатскую диссертацию «Кинетика абсорбции оксидов азота» и стал доцентом кафедры. В 1938 году его назначили заведующим кафедры технологии неорганических веществ.
В 1941 году, когда началась Великая Отечественная война, Харковский химико-технологический институт переехал в Узбекистан — в город Чирчик, где работал Чирчикский электрохимический комбинат. Кафедра под научным руководством Атрощенко энергично включилась в работу коллектива электрохимического комбината, который тогда выпускал оборонную продукцию. За плодотворную работу в этот период, В. И. Атрощенко и ещё 16 сотрудников наградили Почётными грамотами Президиума Верховного Совета Узбекистана.
В 1944 году Харковский химико-технологический институт вернулся в Харьков. Выполненная Атрощенко научно-исследовательская работа в Чирчике была отмечена премией имени Дмитрия Менделеева и стала основой его докторской диссертации «Некоторые пути развития производства азотной кислоты». В 1945 году В. И. Атрощенко защитил её в Харкове и после успешной защиты ему присудили ученую степень доктора технических наук и присвоили звание профессора.
13 августа 1946 года указом Министра высшего образования СССР С. В. Кафтанова — профессора Василия Ивановича Атрощенко утвердили заместителем директора Харковского химико-технологического института имени С. М. Кирова по учебной и научной работе. Целых 15 лет он работал в этой должности, в том числе в 1950—1961 годах — в должности заместителя директора института по научной работе уже Харковского политехнического института (ХПИ) имени Ленина, не оставляя при этом руководство кафедрой.

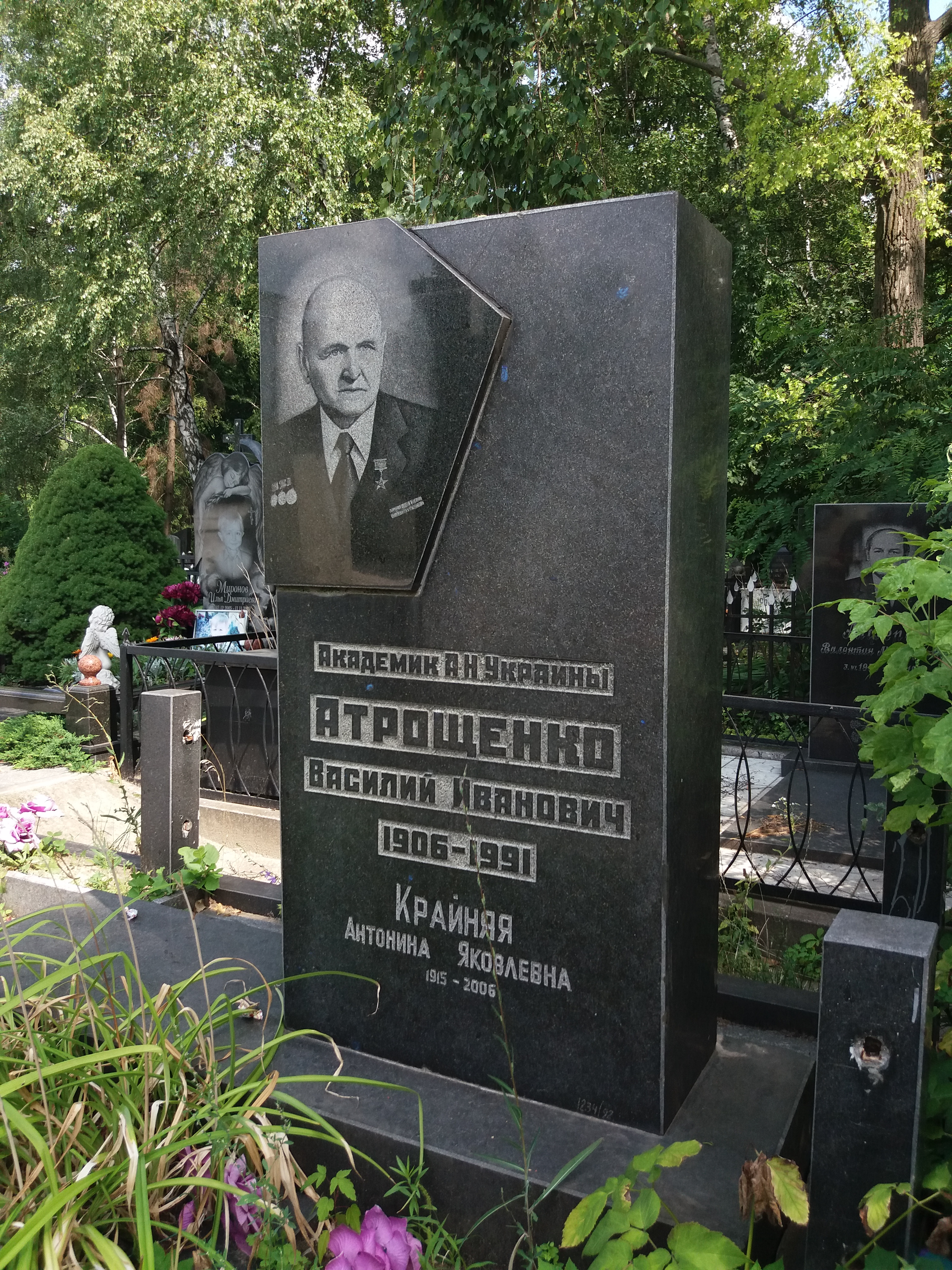
Могила В. И. Атрощенко на 2-м городском кладбище Харькова

В 1961 году Василий Иванович по собственному желанию оставляет административную должность проректора ХПИ по научной работе. В 1964 году его избрали член-корреспондентом АН УССР.
За годы работы в должности заведующего кафедры Атрощенко подготовил около 2000 инженеров и научных работников, среди них 95 специалистов для зарубежных стран. Среди его учеников около 60 кандидатов и 15 докторов наук. Под его научным руководством получили научную степень кандидата наук инженеры из Болгарии, Вьетнама, Индии, Чехословакии, КНДР.
Умер Василий Иванович 16 июня 1991 года в Харькове. Похоронен на городском кладбище № 2.

## Общественная деятельность
Профессор Атрощенко был активным членом многих обществ, научных советов, редколлегий.
Много лет он работал заместителем председателя, а потом и председателем Харковского областного отделения Всесоюзного химического общества имени Дмитрия Менделееваа, одновременно являясь членом центрального и республиканского правлений этой организации. За эту работу его избрали почётным членом этого общества.
Атрощенко избирали членом центрального совета Научно-технического общества СССР, областного правления общества «Знание», заместителем председателя технико-экономического совета Харковского совнархоза, председателем секции химической технологии Харковского научного центра АН УССР, членом областного Комитета защиты мира.
Почти 25 лет он избирался депутатом районного и городского советов.
В 1973 году Атрощенко был участником Всесоюзного совещания работников высшего образования в Кремле.

## Память
- Именем Атрощенко назван Молодёжный научно-технический центр в Харьковском политехническом институте.[3]
- Торжественно отмечалось 100-летие со дня его рождения.[4]
- В Харькове на территории НТУ «ХПИ», по ул. Фрунзе, 21 установлена мемориальная доска Атрощенко, на которой написано: «Тут у 1935—1986 роках працював видатний вчений, хімік-технолог, засновник наукової школи, Герой Соціалістичної праці, заслужений діяч науки УРСР, академік АН УРСР Василь Іванович Атрощенко»[5].
- Его имя включено в книгу «5000 выдающихся личностей мира», которая вышла в США в 1990 году.

## Награды и звания
- Герой Социалистического Труда — Указом Президиума Верховного Совета СССР от 20 июля 1971 года «за большие заслуги в развитии высшего образования и подготовке квалифицированных специалистов для народного хозяйства» с вручением ордена Ленина и золотой медали Серп и Молот.
- два ордена Ленина
- Орден Трудового Красного Знамени
- Орден Дружбы народов
- медали «За трудовое отличие», «За доблестный труд в Великой Отечественной войне 1941—1945 гг.» и другие
- Государственная премия СССР в области науки и техники (1969)
- Премия имени Льва Писаржевского АН УССР (1976, за цикл работ в области промышленного гетерогенного катализа)
- Заслуженный деятель науки УССР (1958)